# Sagmatocythere nupta
Sagmatocythere nupta is een mosselkreeftjessoort uit de familie van de Loxoconchidae. De wetenschappelijke naam van de soort is voor het eerst geldig gepubliceerd in 2003 door Mostafawi.